# کیم سونگ بوم (بازیگر)
کیم سونگ بوم (کره‌ای: 김성범؛ زادهٔ ۲۹ ژوئیه ۱۹۷۸) بازیگر، کمدین و رقصنده سنتی اهل کره جنوبی است. در سال ۲۰۰۵، کیم حرفه خود را به عنوان کمدین در ام‌بی‌سی آغاز کرد. او از آن زمان در مجموعه‌های تلویزیونی خانه جن‌زده خود را بفروشید، دهکده ساحلی چاچاچا و وکیل وو خارق‌العاده ایفای نقش کرده‌است.